# Museo de la Arriería Maragata

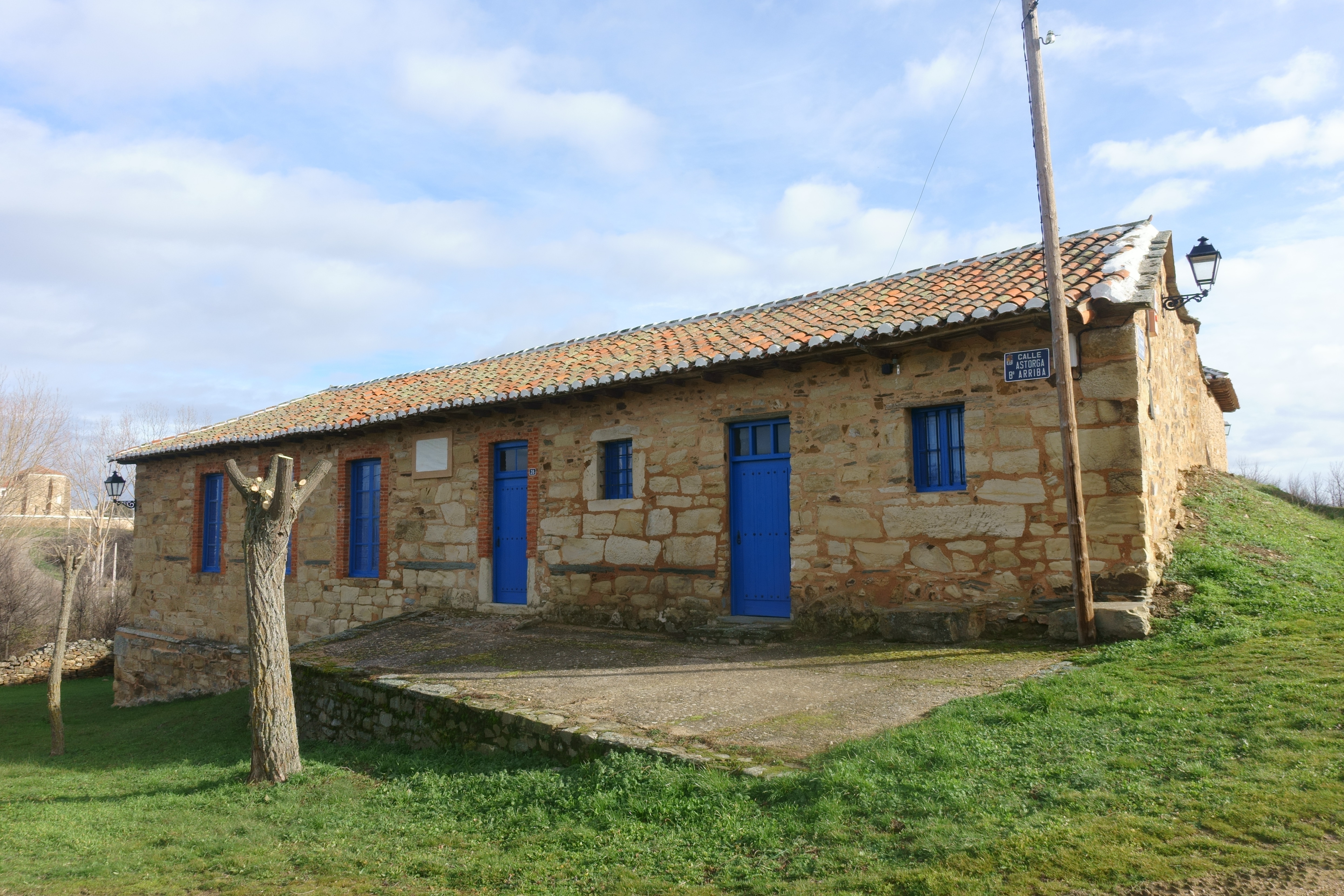
Museo de la Arriería Maragata, en las antiguas escuelas de Santiago Millas

El Museo de la Arriería Maragata es un museo municipal dedicado a la cultura de los arrieros de la comarca de la Maragatería leonesa en el noroeste de España. Situado en la localidad de Santiago Millas, ocupa la casa de las antiguas escuelas en la calle Astorga de la población.

## Instalación
Impulsado por la investigadora Concha Casado, el museo fue emplazado en el Barrio de Arriba de Santiago Millas (pueblo que fuera cuna de uno de los más ilustres maragatos, Santiago Alonso Cordero), en un conjunto arquitectónico rural tradicional de la zona que ocupa una superficie de 580 metros cuadrados. El lugar en su origen fue vivienda de Julián Alonso Rodríguez, que en 1915 la donó para escuela de niños y vivienda de la maestra. Más tarde, en 1926, otras dependencias de la casona se habilitaron para ampliar la escuela, cuando otro vecino, Ventura Alonso, pagó los gastos, por lo que el municipio, en agradecimiento le puso su nombre al museo.
En su conjunto, el edificio fue adaptado como museo etnográfico con carácter regional para la investigación, conservación y divulgación de la cultura tradicional de esta comarca. Está abierto al público en fines de semana y fiestas, con entrada libre y solicitud previa de acceso para visitas en grupo. Reúne objetos, documentos, viejas fotografías, mapas, dibujos y grabados.